# H. David Coulter
H. David Coulter – twórca i przedstawiciel jednego ze współczesnych nurtów hathajogi opartego na naukowych odkryciach medycyny Świata Zachodu w dziedzinie anatomii i fizjologii. Jest autorem podręcznika do hathajogi Anatomia Hatha Jogi, w którym podsumowuje kilkanaście lat swoich badań i odkryć w tej dziedzinie, oraz autorem licznych publikacji naukowych z dziedziny anatomii i medycyny.
David Coulter otrzymał tytuł Doktora Anatomii Center of the Health Studies Uniwersytetu Tennessee
(USA) w roku 1968. W latach 1968–1986 prowadził kursy mikroskopowe, neurologii i anatomii
podstawowej w Zakładzie Anatomii Uniwersytetu w Minnesocie (Medical School) w Minneapolis
(USA). W tym czasie działał również jako główny naukowiec do badań neurologicznych,
prowadzonych przez National Institute of Health oraz National Science Foundation. Następnie
nauczał w Zakładzie Anatomii i Biologii Komórkowej w Columbia University College of Physicians
& Surgeons (1986-1988), od tamtego czasu praktykuje i naucza metody pracy z ciałem zwanej
Ohashiatsu®, w Nowym Jorku i innych miejscach. Dr Coulter praktykuje jogę od 1974 r.

Rozpoczynał pod okiem Swamiego Vedy (dawniej dr Usharbudha Aryi z Minneapolis, MN, USA),
ćwiczył pod okiem Swamiego Ramy w latach 1975-1996 oraz uczył się u Pandita Rajmani Tigunaita
w Himalayan Institute od roku 1988. Od początku swojego zainteresowania jogą dr Coulter był
oddany idei skorelowania swojego sposobu rozumienia praktyki tej dyscypliny z zasadami nauki
biomedycznej.